# Predátorské úvěrování
Predátorské úvěrování se používá jako označení pro různé druhy nepoctivého jednání při sjednávání úvěru. Ačkoli neexistuje jasná a všeobecně uznávaná definice, predátorské úvěrování je možné chápat jako netransparentní, neetickou nebo dokonce nezákonnou praktiku při sjednávání půjčky nebo při jejím splácení. Problematika se týká zejména nepoctivých jednotlivců a bezejmenných firem, které pro svoje služby vyhledávají rizikové klienty (např. lidé nevzdělaní, již zadlužení, bez pravidelného příjmu apod.) – tzv. subprime trh. „Predátoři“ vědí, že takoví klienti kvůli nízké schopnosti splácet nemají šanci získat úvěr od banky nebo zavedené nebankovní společnosti. Přesto anebo právě proto vysoké riziko nesplácení vyvažují nejčastěji astronomickou cenou úvěru. Mezi další vysledované praktiky patří podpis bianco směnky bez jasné vyplňovací doložky, která určuje, jakou hodnotu je na ni možné doplnit; za několikatisícový dluh požadují ručení mnohonásobně dražší nemovitostí nebo další nevýhodná ustanovení skrytá ve složitě konstruované smlouvě. Predátorské úvěrování je často vnímáno jako synonymum k lichvě.

## Vývoj půjčování peněz za úrok
Platba úroku nebyla dříve samozřejmostí, naopak, úrok byl považován za hřích. V Evropě panovala kolem 4. století představa, že pravá činnost pro člověka je zemědělství, protože se Bohu líbí. Obchod byl tolerován, ale zisk z něj byl považován za nevhodný. Stejně tak úrok z půjčky. Proto se církevní koncil v Elvíře roku 305 rozhodl kněžím zakázat, aby úroky vyžadovali nebo platili. Přelom nastal ve 13. století, kdy svatý Tomáš Akvinský předpokládal, že úrok je odměna za čas, po který musí věřitel čekat, než mu dlužník peníze vrátí. Čas však patří jen Bohu, a proto i úrok musí patřit Bohu, kterého v pozemském světě reprezentuje církev. Skutečný přelom nastal až v 17. století v Anglii, kdy filosof William Petty argumentoval, že úrok je stejný příjem jako renta z pozemku. Na něj navazuje Nassau William Senior s teorií abstinence. Podle něj je ke vzniku kapitálu potřeba, aby člověk abstinoval od konečné spotřeby. Člověk chce spotřebovávat, ale abstinence je pro něj újma, za kterou musí dostat zaplaceno (úrok). I v dnešní době odmítá úrok například islámské bankovnictví. 

## Pojem predátorské úvěrování
Označení obchodních praktik jako predátorské se poprvé objevilo v roce 1912 v novinách Evening Times, které vycházely v americkém New Jersey. Slovní spojení „predátorské úvěrování“ se objevilo až o osmdesát let později: v roce 1991 je pravděpodobně poprvé použil Bruce Marks, výkonný ředitel Union Neighborhood Assistance Corporation of America (UNAC). UNAC je nezisková organizace, která usiluje o stavbu cenově dostupných čtvrtí v USA v osobním vlastnictví jednotlivých obyvatel. Široce se pojem začal používat od roku 2000.
Predátorské úvěrování se objevuje zejména v oblastech, kde dlužníci čelí nedostatku informací, nedokonalé konkurenci a nedokonalé právní ochraně. Je spojeno s agresivním marketingem, s klamavou reklamou a vyvoláním dojmu výhodnosti.  Predátoři se snaží vytvořit obraz důvěryhodnosti, a to formou falešné empatie. Dlužníci tak nejsou schopni rozeznat spolehlivost nabízených služeb, což se ukazuje jako rozhodující faktor. Ve chvíli, kdy nevýhodnost rozpoznají, je pozdě.
Predátorské úvěrování je možné nahlížet z mnoha úhlů. Některé možné charakteristiky takového jednání jsou:
1. Úvěr s mnohem horšími podmínkami nebo za vyšší cenu, než ho mohou získat ostatní zákazníci. Ten, kdo úvěr poskytuje, si je vědom, že klient ho s velkou pravděpodobností nebude moci řádně splácet.[1]
2. Věřitel úmyslně zneužívá převahy nad běžným klientem k vlastnímu obohacení. Obzvláště se vyskytuje na rizikovém trhu.[7]
3. Nepoctivé nebo nezákonné podmínky úvěru vnucené dlužníkovi klamavými prodejními taktikami a někdy i podvody. Predátoři se zaměřují na chudé lidi, na seniory a minority a využívají jejich neznalosti. Predátorské jednání je neférové, neetické, někdy nelegální.[8]
4. Věřitel získává nefér výhodu nad dlužníkem, často díky podvodu, lži nebo účelné manipulaci, aby uzavřel úvěr, který je pro dlužníka nevýhodný.[9]

Ne vždy je určité jednání predátorské, ačkoli se na první pohled může zdát. I proto je jednoznačná definice predátorského úvěrování obtížná. Vždy je nutné přihlížet k okolnostem. Klientovi, jehož rizikovost nesplácení je nízká, může věřitel nabídnout nízkou cenu, ale ve smlouvě domluvit vysoké sankce za nesplácení. Pokud zákazník takovým podmínkám porozumí, ví o nich před podpisem smlouvy a souhlasí-li s nimi, nemůže být takové jednání považováno za predátorské. Predátorské úvěry jsou podmnožinou tzv. subprime úvěrů (tedy rizikových úvěrů), ale ne všechny rizikové úvěry jsou predátorské.

## Predátorské úvěrování v ČR
Lichva a predátorské úvěry se v České republice pravděpodobně projevují výrazněji od počátku 90. let 20. století, kdy ekonomika přešla z centrálně plánované na tržní. V letech 1948–1989 se lichva vyskytovala výjimečně. Pokud se objevovala, byly to ojedinělé případy v izolovaných skupinách („podsvětí“, sociálně vyloučení, Romové).
Vznik a rozvoj predátorského úvěrování není v ČR odborně zdokumentován a popsán. Soustavně se mu však v posledních letech věnuje společnost Člověk v tísni, která vede kampaň Index predátorského úvěrování v rámci svých Programů sociální integrace.
Predátoři v úvěrování mohou používat jednu nebo více predátorských praktik. Mezi nejčastější patří:
- Predátor nezkoumá, jestli žadatel bude moci půjčku splácet, vydělává na enormních úrocích nebo sankcích za nesplácení.
- Predátor již při poskytnutí půjčky ví, že klient nebude schopen dohodnuté podmínky dodržet, na což je připraven.
- Predátor požaduje neúměrně vysoké vstupní poplatky – částku několika tisíc korun jako poplatek za zřízení půjčky, kterou ne vždy poskytne.
- Predátor slibuje žadateli o půjčku ústně něco jiného, než mu později předloží ve smlouvě.
- Predátor nedává žadateli o úvěr prostor vzít si smlouvu domů a podmínky prostudovat.
- Predátor manipuluje žadatele – vyvolává dojem profesionála, rádce, před podpisem smlouvy je velice ochotný, familiární (domácký, důvěrný), na oko odpouští určité poplatky.
- Predátor vyhrožuje fyzickým násilím nebo majetkovou újmou na dlužníkovi a jeho rodině, když dlužník nesplácí.
- Predátor vyžaduje vratnou kauci jako podmínku vyplacení půjčky – po dobu, kdy má klient právo žádat kauci zpět, predátor nekomunikuje, nelze jej kontaktovat osobně ani telefonicky.
- Predátor nechává klienta podepsat bianco směnku (prázdnou směnku), na kterou později vepíše jakkoli vysokou částku.
- Predátor požaduje neúměrně vysokou záruku – chce, aby i za velice nízký úvěr klient ručil mnohonásobně hodnotnější nemovitostí.
- Vysoké částky za telefon – vyřízení půjčky probíhá na telefonní lince s vysokým tarifem, což žadatel netuší. Operátor záměrně prodlužuje hovor, aby žadatel zaplatil vysokou částku za telefon. Predátor nutí žadatele volat opakovaně.
- Predátor nabízí, že za poplatek zajistí zprostředkování úvěru u třetí společnosti (nejčastěji renomovaná společnost, banka), přitom nemá vůbec v úmyslu instituci oslovit. Žadateli sdělí, že úvěr nebyl schválen, ovšem inkasovaný poplatek nevrátí.
- Predátor požaduje zřízení inkasa ve prospěch jeho účtu. Posléze strhne peníze, půjčku však neposkytne.
- Predátor často neporušuje zákon, nechová se však fér a eticky, lže a využívá nouze žadatele o půjčku.
- Predátor vyhledává a své služby aktivně nabízí nemajetným, nezaměstnaným, nevzdělaným, starým nebo sociálně vyloučeným lidem.
- Predátor přestane komunikovat s klientem ve chvíli, kdy dosáhne svého.

| „ | Brát si úvěr od predátorské společnosti je jako loupež bez pistole nebo s plnicím perem v ruce. (Doing business with the predatory lender is like robbery without a pistol or robbery with an ink pen.) | “ |
| — Ronald P. Hill a John C. Kozup: Consumer Experiences with Predatory Lending Practices. Journal of Consumer Affairs, 2007, vol. 41, no. 1. | |   |

Trh úvěrů se dělí na prime market (výběrový trh) a subprime market. Výběrový trh obsluhují především banky, které půjčují bonitním zákazníkům s vysokým předpokladem dobrého splácení. Dobré sazby tak nabízejí především lidem s minimálním rizikem nesplácení. (Lidem, kteří mají dostatečně vysoký příjem, který jim přichází pravidelně na účet, žádné jiné půjčky nesplácejí nebo splácejí řádně apod.) Subprime market je česky označován jako rizikový trh a zahrnuje úvěry lidem s nízkými nebo žádnými příjmy a horší nebo špatnou platební morálkou. Jednoznačná hranice mezi prime a subprime trhem neexistuje. Specifickou skupinou jsou predátorské úvěry (predatory loans), které jsou nabízeny zpravidla jednoznačně rizikovým klientům (lidem bez příjmu, lidem splácejícím několik půjček, dlužníkům, dlužníkům jako „půjčka na oddlužení“ apod.).